# Xanthoperla apicalis
Xanthoperla apicalis is een steenvlieg uit de familie groene steenvliegen (Chloroperlidae). De wetenschappelijke naam van de soort is voor het eerst geldig gepubliceerd in 1836 door Newman.